# TokuDB
TokuDB是一个开源的高性能存储引擎，适用于MySQL和MariaDB。它通过分形树索引来实现，具可扩展性，与ACID和MVCC兼容，可改善基于索引的查询，可在线修改模式，并能降低硬盘驱动器和闪存的复制滞后。
Percona Server、MariaDB和基于opmon的Nagios中含有TokuDB。但在Percona Server 8和MariaDB 10.5中，已不推荐使用TokuDB。

## 分形树索引

### 概述
TokuDB使用一个分形树索引树数据结构保持数据顺序，并允许同时以B树进行搜索和顺序访问，不过其插入和删除操作比B树稍快。分形树还允许将消息注入树中，从而可以于后台在线地进行架构更改（例如添加或删除列，添加索引）。如此可以维护更多索引而不降低性能。因为将数据添加到索引较依赖B树的性能，而这在分形树索引中影响不大。

### 用途
分形树索引适用于以流数据近实时分析为特征的许多应用程序。它可以用作数据库或文件系统的存储层。在数据库中使用时，可用在任何设置的B树上来提高性能，这包括：网络事件管理，在线广告网络，点击流分析，以及空中交通管制系统。 其他用途包括为社会化媒体网站搜索引擎提高網路爬蟲的性能。这还可用于在线创建索引和列，从而为电子商务个性化的查询提供灵活性。它也适合提高性能并减少交易网站上的现有负载。通常来说，它在必须存储日志文件数据并同时执行热查询的应用程序中表现良好。

### 起源
这种高效能的存储系统方法最早是由麻省理工学院 、罗格斯大学和斯托尼布鲁克大学的研究人员联合开发。 

### 大数据市场上的作用
TokuDB的名字来自MySQL中的一项大數據技术。Tokutek是2012年O'Reilly Strata大会上有关大数据的一个初创企业展示赛入围者。